# Rok čtyř císařů
Rok čtyř císařů je označení pro 12 po sobě jdoucích měsíců mezi červnem 68 n. l. a červencem 69 n. l. Během této doby se ve funkci císaře (princeps) římského impéria (Imperium Rōmānum) vystřídali čtyři vládci.
Rok 68 našeho letopočtu byl rokem vynucené sebevraždy císaře Nerona. Po Neronově smrti následovala krátká vláda Servia Sulpicia Galby a po jeho zavraždění v lednu 69 občanská válka mezi několika pretendenty trůnu (nejprve mezi Markem Salviniem Othonem a Aulem Vitelliem, později mezi Vitelliem a Titem Flaviem Vespasianem). Koncem roku 69 se jako nový císař prosadil Vespasianus, zakladatel flaviovské dynastie (vládla v římské říši v letech 69–96).

## Císaři roku 69

### Galba (červen 68 – leden 69)

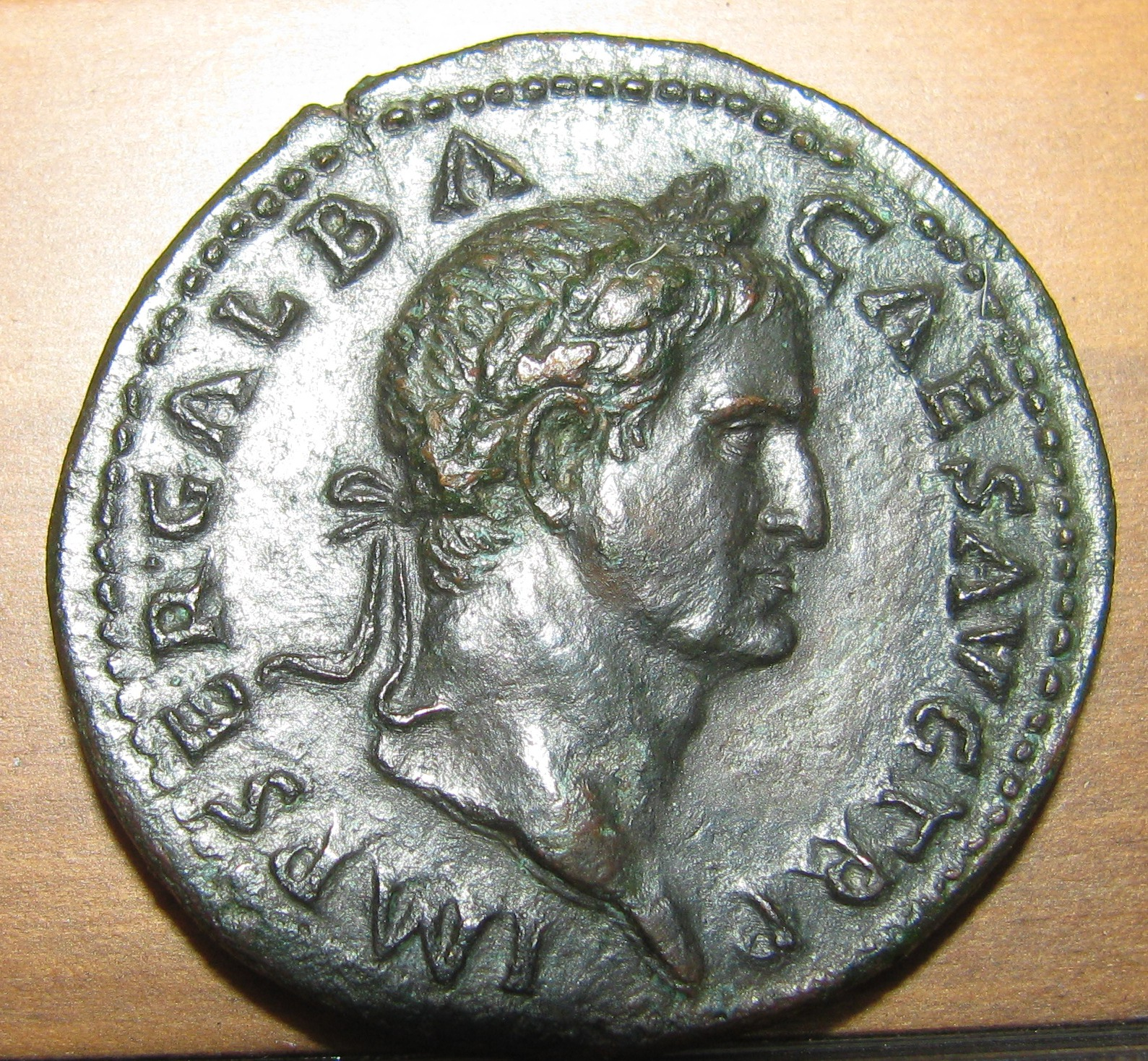
Bronzový sestercius s Galbovou podobiznou

Pouhých 7 měsíců vládnoucí Galba byl v době svého prohlášení císařem již starý muž. Proslul jako neobyčejný jedlík, a milovník mnoha mužů, z nichž si s oblibou vybíral „jedince zvláště silné a plně vyzrálé“. V roce 68 byl místodržitelem v provincii Hispania Tarraconensis. 3. dubna se nechal ve městě Carthago Nova prohlásit císařem, Senát jej potvrdil. Z důvodu finanční krize státní kasy požadoval vrácení 2,2 miliard sesterciů, které císař Nero daroval. Tento požadavek vyvolal vůči jeho osobě nevoli nově dosazených úředníků, vojáků a obyvatel. Galbovi bylo v roce 68 již 73 let a neměl syna, senát na něj vyvíjel značný tlak, aby nějakého adoptoval. Když Galba rozhodoval o svém nástupci, byl proti Othonově adopci a přiklonil se ke Calpurniu Pisonovi. To ovšem Othona rozzuřilo, nejenergičtějšího důstojníka, který s Galbou přitáhl ze Španělska. 15. ledna 69 šli Otho spolu s Galbou obětovat do Apollónova chrámu, odkud však Otho rychle vyklouzl a vrátil se do tábora prétoriánů. Když Galba vyšel z chrámu, setkal se s Othonovými jezdci, kteří mu usekli hlavu, aniž by mu kterýkoliv z přihlížejících pomohl. Otho se následně nechal prohlásit císařem.

### Otho (leden 69 – duben 69)
Otho se tedy k moci dostal za pomoci neskrývaného krveprolití dne 15. ledna roku 69. Záhy dal zavraždit původního Galbova kandidáta na následovnictví, Pisona. Své nástupnictví, stejně jako krvavé pozdvižení, které k němu vedlo, obhajoval přátelskými pouty s Neronem, dal znovu postavit Neronovy sochy, což zafungovalo u obyvatel Říma i u Senátu, který jej s nevolí potvrdil císařem. Více armád z Germánie a Británie ale podporovalo Aula Vitellia, o generaci staršího vojenského velitele. Otho se svým vojskem proti Vitelliovi vytáhl do údolí Pádu, 14. dubna však utrpěl porážku v bitvě u města Cremony. Druhý den po porážce spáchal po 95 dnech vlády Otho sebevraždu.

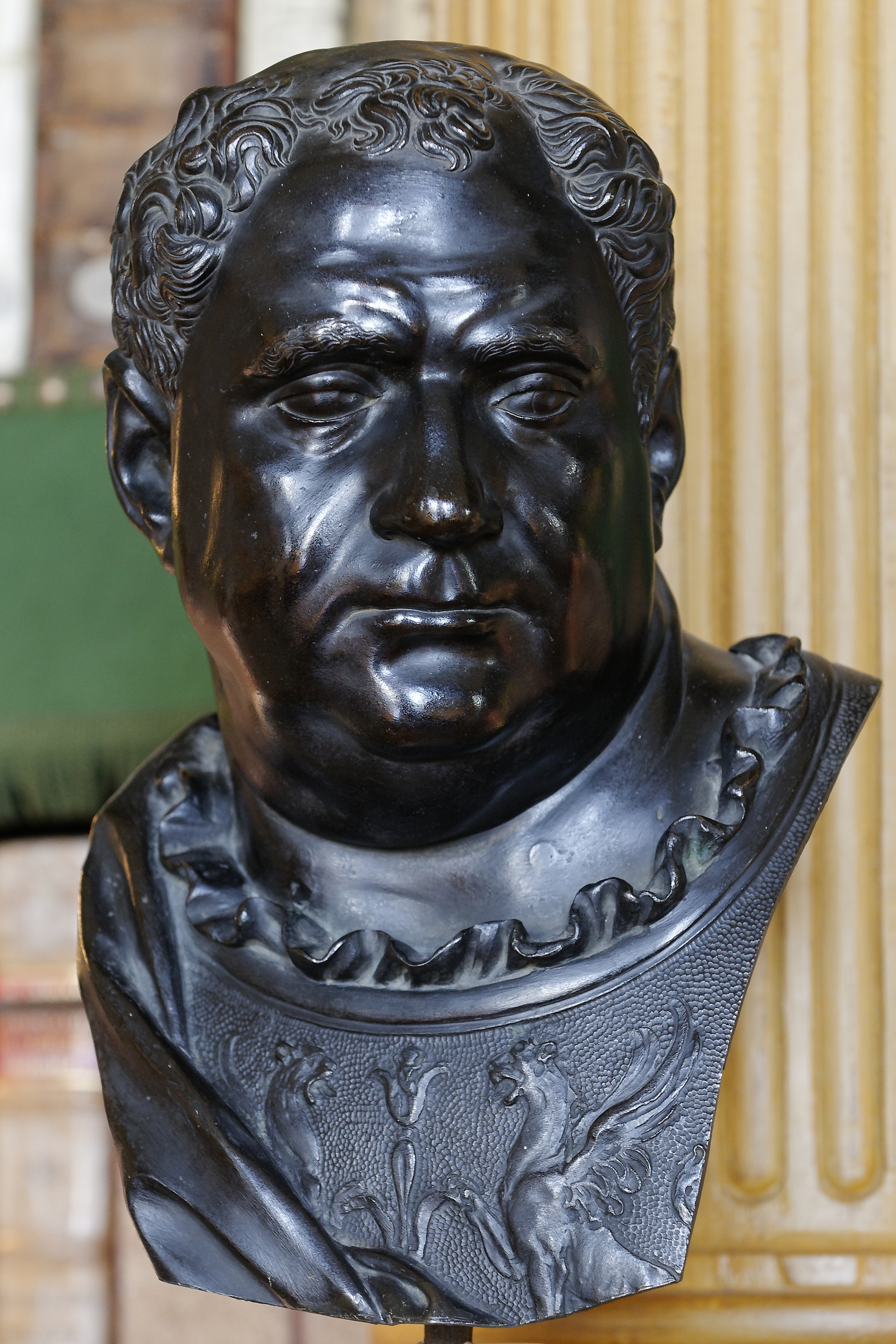
Vitellius

### Vitellius (duben 69 – prosinec 69)
Vitellius velel dolnogermánské armádě a rezidenci měl pravděpodobně v Colonii Agrippině. Ihned po zavraždění Galby využil situace a nechal se germánskými legiemi prohlásit císařem, senát jej však uznal až druhý den po Othonově smrti. Krátce po převzetí moci se proti němu zvedl velký odpor, v té době již se moci domáhal Vespasianus. Ten sice původně plánoval vyrazit do Alexandrie a odříznout dodávky obilí do Říma, což by Vitellia zcela zbavilo podpory tamního obyvatelstva, mezitím se však k němu přihlásily dunajské legie a v pozdním odpoledni 24. října rozprášily Vitelliova vojska u Cremony, na stejném místě, kde předtím Vitellius porazil Othona. Samotná Cremona byla vydrancována, hořela po 4 dny. V polovině roku byl svými jednotkami v Judeji prohlášen císařem Vespasianus. Vitellius byl 20. prosince roku 69 vyhnán z úřadu a zabit. Nejprve mu římský lid na krk vložil smyčku, pak jej polonahého vlekl po Via Sacra a vyčítali mu tělesné vady (byl příliš vysoký, od vína měl brunátnou tvář a otylé břicho). Na gemonských schodech byl potom četnými ranami dobit a hákem vlečen do Tibery.

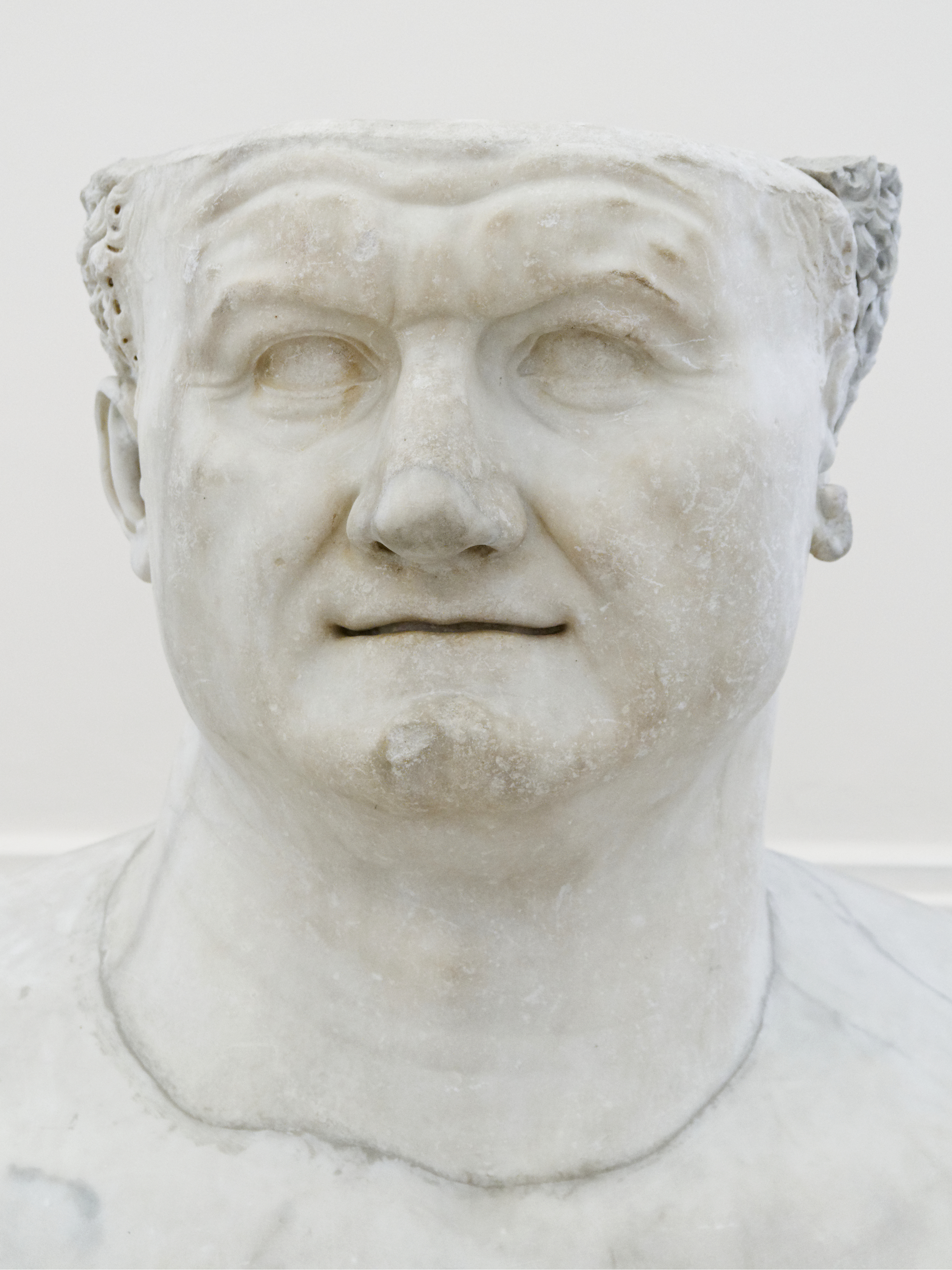
Vespasianus

### Vespasianus(69 – 79)
Vespasianus ukončil zmatky roku čtyř císařů. Zpočátku podporoval Galbu, ale později dokázal úspěšně na svou stranu dostat legie, aby vzdoroval jak Othonovi. tak Vitelliovi a mohl se sám nechal provolat císařem. Po Vitelliově smrti se v říši dokázal prosadit a založil dynastii Flaviovců. V tom mu nemálo pomohla vojenská kampaň vedená jeho synem Titem v Judeji. Ve chvíli, kdy byl provolán císařem, přebýval Vespasianus v Alexandrii, k návratu do Říma, v němž se po zmatcích trojí předchozí války nemohl nadít dobrého zacházení, potřeboval vojenský triumf. Svou jízdu do Říma tedy odložil až na rok 70 a na Tita naléhal, aby dobyl Jeruzalém. Trestná výprava proti židovskému povstání přerostla v intenzivní obléhání a následné zničení Jeruzaléma. Naprostá porážka Židů měla Vespasiana ozdobit auerolou vítězného vůdce, díky níž by mohl obhájit své uchopení moci. Židé tedy byli nejen poraženi, ale Jeruzalém byl srovnán se zemí a porážka do té doby tolerovaného židovského národa byla prezentována jako „vítězství nad židovstvím“. Současný britský historik Martin Goodman (* 1953) od tohoto okamžiku datuje počátky démonizace Židů, která se táhla po další staletí. Vespasianus se počátkem roku 70 vrátil do Říma, aby zde „oslavil triumf nad Židy“. Oproti jeho předchůdcům se mu podařilo prosadit množství politických a infrastrukturálních opatření. Zlepšil stav římské státní kasy. Jeho synové Titus a Domitián se stali jeho nástupci.